# Caniapiscau (territoire non organisé)
Pour les articles homonymes, voir Caniapiscau (homonymie).
Pour Caniapiscau (municipalité régionale de comté), voir Caniapiscau.
Caniapiscau est un territoire non organisé situé dans la municipalité régionale de comté de Caniapiscau, dans la région administrative de la Côte-Nord, au Québec.

## Histoire
Un campement de la Société d'énergie de la Baie-James portait le nom Caniapiscau pendant la construction du Réservoir de Caniapiscau, de 1977 à 1984. Situé près du déversoir Duplanter, sur le rive Nord du réservoir, le campement est aujourd'hui utilisé par des pourvoyeurs offrant des services aux touristes intéressés par la pêche sportive et la chasse au caribou.

## Démographie
Au recensement de 2006, elle ne comprenait aucun habitant.